# Onze-Lieve-Vrouweabdij van Leffe

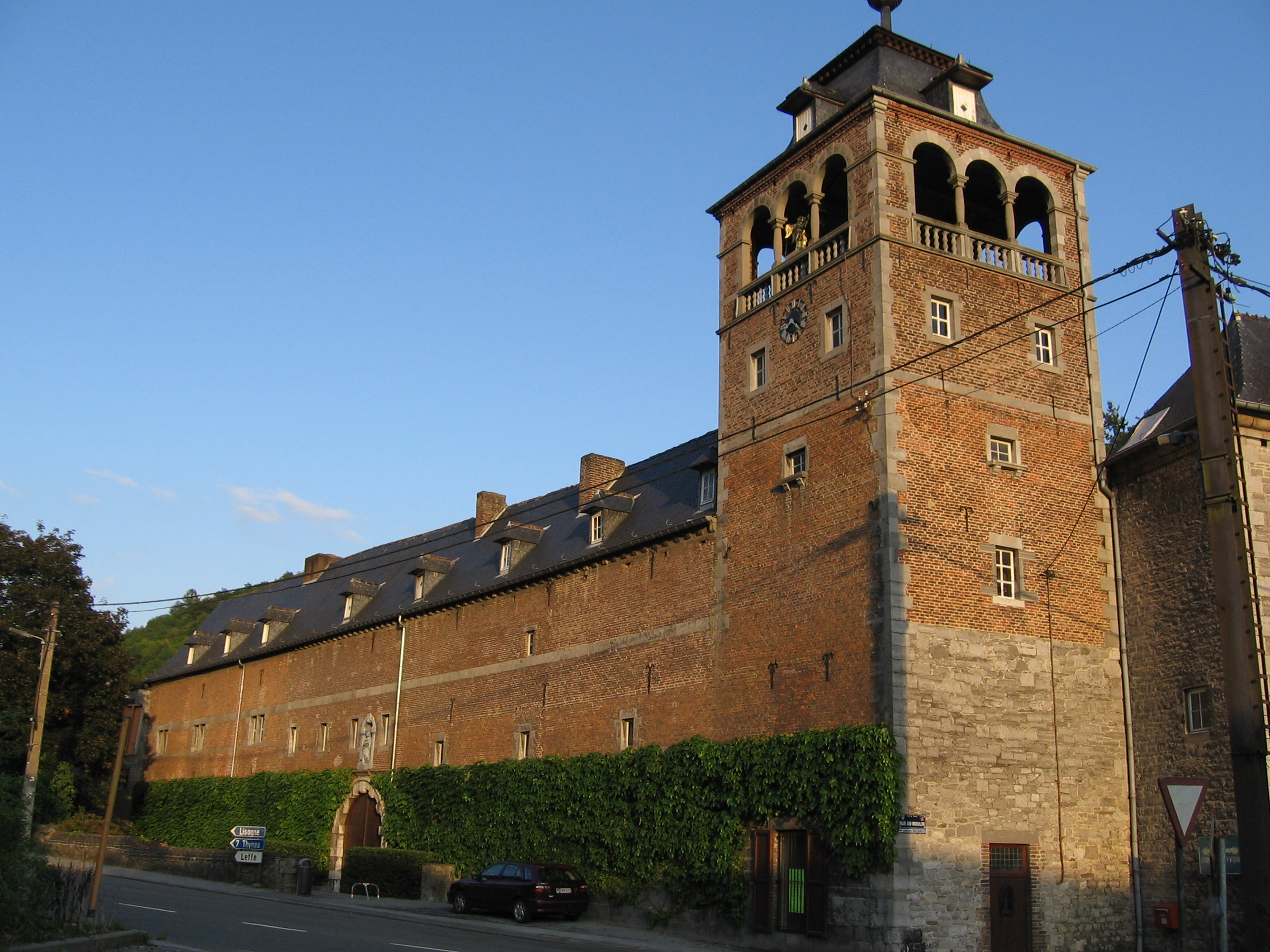
Hoofdgebouw van de abdij van Leffe

De Onze-Lieve-Vrouweabdij van Leffe (Frans: Abbaye Notre-Dame de Leffe) is een abdij van de norbertijnen in Leffe, een wijk van de Belgische stad Dinant.

## De oude abdij
Hendrik de Blinde, graaf van Namen, schonk in 1152 de Onze-Lieve-Vrouwekerk van Leffe bij Dinant aan de abdij van Floreffe, op voorwaarde dat de norbertijnen er een priorij vestigden. De stichting werd daarmee een Naamse enclave binnen het prinsbisdom Luik. Drie jaar later werd een nieuwe kerk ingewijd door de Luikse bisschop.

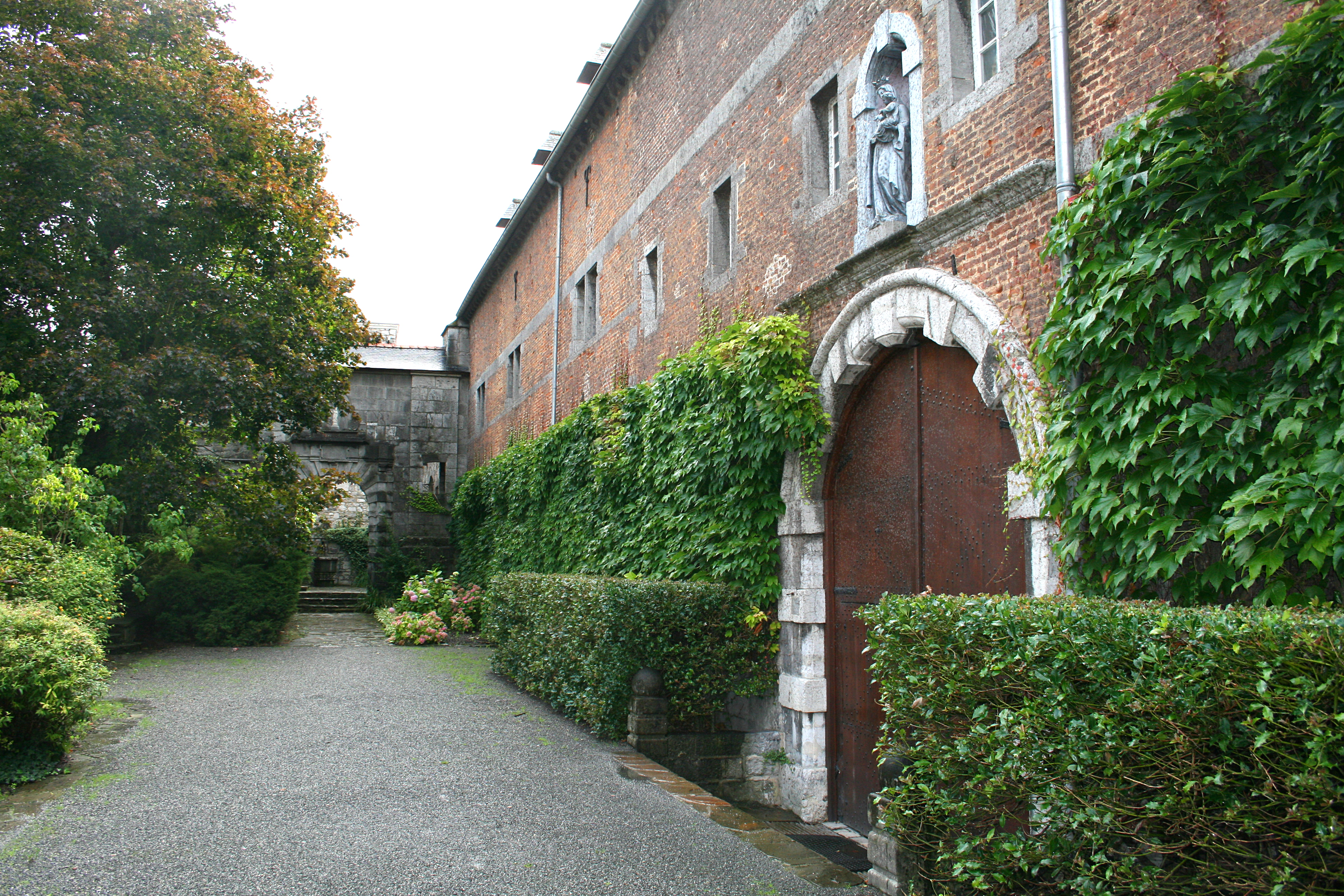
Hoofdingang van de abdij van Leffe

De nieuwe stichting trok zoveel novicen aan, dat ze in 1200 werd verheven tot een aparte abdij, die evenwel onder supervisie bleef staan van de abdij van Floreffe.
Na de opstand van de Dinantse bevolking tegen bisschop Lodewijk van Bourbon, werd in 1466 de abdij net als de stad door de troepen van Karel de Stoute geplunderd en verwoest. De abdij werd echter haastig weer opgebouwd.
In de zeventiende eeuw werd de abt tevens benoemd tot abt van het Luthersgeworden klooster in Ilfeld waardoor hij voortaan de pontificalia mocht voeren.

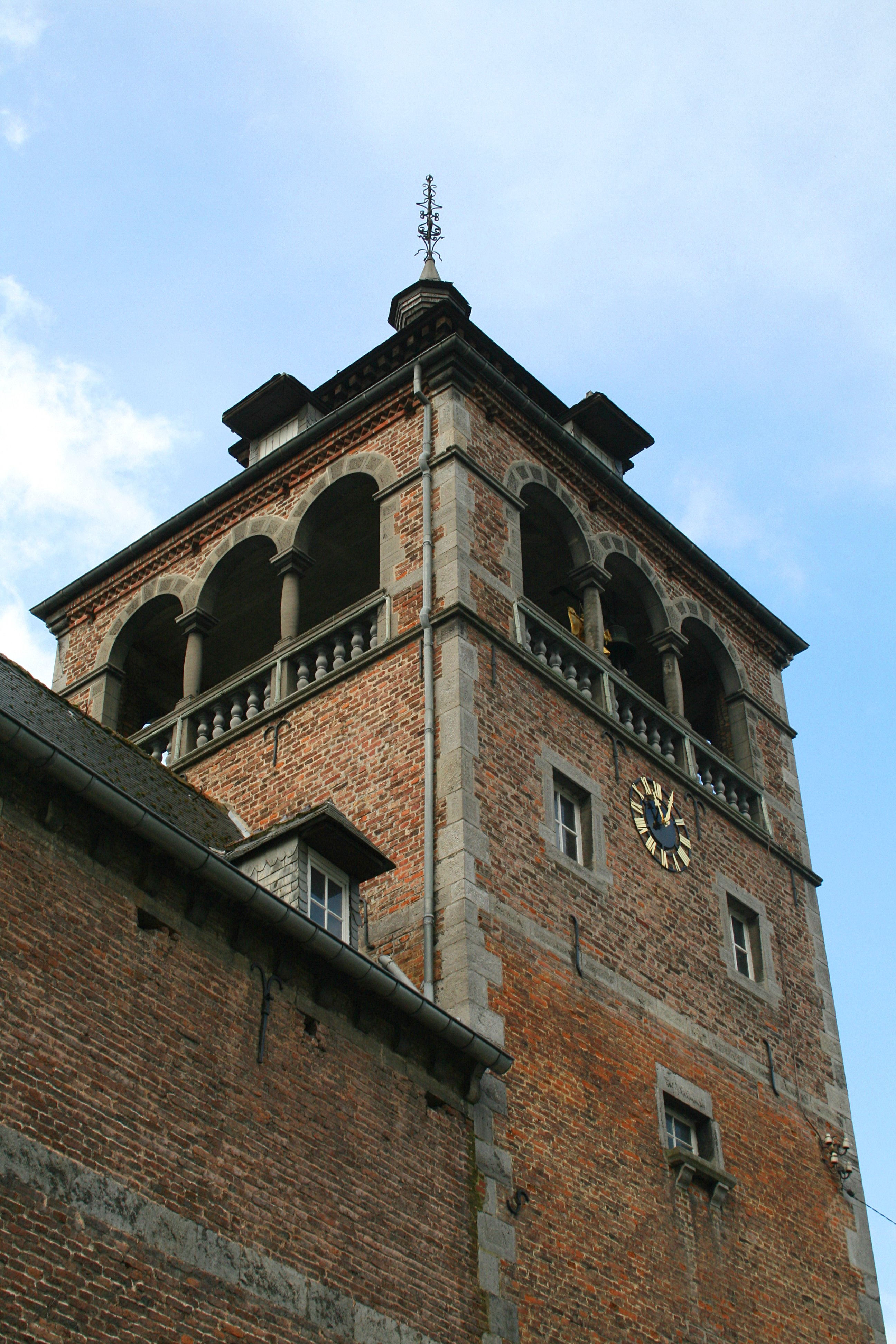
Klokkentoren van de abdij van Leffe

In 1790 moest de kloostergemeenschap de abdij ontruimen voor het geweld van de Luikse Revolutie. Na de Franse annexatie vluchtten de kanunniken in 1794. De abdij werd aangeslagen als nationaal goed, verkocht en gedeeltelijk afgebroken. Tijdens de negentiende eeuw waren er onder meer een glasblazerij, een papierfabriek en een vlaswerkplaats gevestigd.

## De nieuwe abdij
De abdijsite werd in 1902 gekocht door Franse norbertijnen van de abdij van Frigolet bij Tarascon. Zij verhuisden naar België omdat de wet-Combes verenigingen zonder sociaal doel verbood. Ze begonnen aan een grote verbouwing, waarbij ze werden gesteund door de bisschop van Namen, Thomas Louis Heylen, zelf een norbertijn. De gemeenschap had het zwaar te verduren tijdens de Eerste Wereldoorlog; de abdij diende als vrouwengevangenis. Na de oorlog keerde een deel van de gemeenschap terug naar Frankrijk.
In 1929 brandde een deel van de abdij van Tongerlo af. De in Leffe overgebleven paters boden de vrijgekomen ruimte aan hun Vlaamse medebroeders aan. Eind 1930 werd de abdij van Leffe een dochterabdij van Tongerlo en opgenomen in de Brabantse circarie. De Vlaamse abt Bauwens besteedde veel aandacht aan de verfraaiing. De financiële toestand van de abdij bleef echter moeilijk.
In 1952 sloot abt Cyriel Nijs een overeenkomst met de brouwerij Lootvoet uit Overijse waarbij deze abdijbier zou produceren onder de naam Leffe.

## De abdij anno 2021
De abdij maakt deel uit van de Franstalige circarie. Er zijn momenteel 16 leden, waarvan 13 priesters.
De abdijkerk herbergt een recent gebouwd kerkorgel in de stijl van Gottfried Silbermann.